# Igličar
Igličar je priimek v Sloveniji, ki ga je po podatkih Statističnega urada Republike Slovenije na dan 1. januarja 2010 uporabljalo 121 oseb.

## Pomembni nosilci priimka
- Albin Igličar (*1947), pravnik, sociolog prava, univ. profesor
- Aleksander Igličar (*1962), ekonomist, strok. za računovodstvo
- Alojz Igličar (1899 - 2000), Maistrov borec
- Alojz Igličar ml., rezbar, podobar
- Ema Igličar, zborovodkinja
- Franc Igličar - Branko, prvoborec NOB
- Janez Igličar (*1986), hokejist
- Urška Igličar, odbojkarica